# Dębica trolibuszvonal-hálózata
Dębica trolibuszvonal-hálózata két trolibuszvonalból állt. Az üzem 1988. november 12-én indult meg és 1990 októberében szűnt meg.  A trolibuszokat a Igloopol üzemeltette. Helyét autóbuszvonalak vették át.

## Vonalak
| Vonal    | Útvonal |
| -------- | --- |
| bezramki | Straszęcin Baza transportowa – 1-go Maja – Fabryczna – Słoneczna – Szkolna – Piłsudskiego – 35-lecia PRL – Straszęcin Baza transportowa |
| bezramki | Straszęcin Borowiec – 35-lecia PRL – Piłsudskiego – Szkolna – Słoneczna – Fabryczna – 1-go Maja – Straszęcin Borowiec                   |

## Járműpark
- Jelcz PR110E (1988–1990)